# Altorientalistik
Die Altorientalistik ist die Wissenschaft von Sprachen, Geschichte und Kulturen des Alten Orients. Ihr Forschungsinteresse reicht vom Auftreten der ersten Keilschrifttexte im späten 4. Jahrtausend v. Chr. bis zu den letzten überlieferten Keilschrifttexten im ersten Jahrhundert n. Chr. Da die ersten größeren Textfunde aus dem antiken Assyrien stammten, wird die Altorientalistik in Deutschland traditionell auch als Assyriologie bezeichnet. Als Begründer der modernen Assyriologie gilt Henry Creswicke Rawlinson. Der geographische Forschungsraum der Altorientalistik umfasst die Gebiete des antiken Mesopotamien (heute auf dem Gebiet von Irak und Syrien), der levantinischen Küste (heute Syrien und Libanon), Kleinasien (vor allem Anatolien) und Persien (Iran) sowie für die sogenannte Amarna-Zeit auch Ägypten.
In der deutschen Hochschulpolitik ist die Altorientalistik als Kleines Fach eingestuft.

## Charakteristik
Die Altorientalistik ist eine philologisch-historische Disziplin. Ihre Hauptquelle sind etwa 550.000 Texte, die mit Keilschrift auf Tontafeln geschrieben die Jahrtausende überdauert haben. Diese Keilschrifttexte stellen neben dem altägyptischen Textkorpus das älteste und nach dem altgriechischen das umfangreichste Textmaterial des gesamten Altertums dar. Der größte Teil dieser Texte liegt allerdings noch unpubliziert in zahlreichen Museen und Privatsammlungen der Welt; archäologische Ausgrabungen bringen zudem jährlich neue Tontafeln zum Vorschein, so dass die Zahl der Texte immer weiter wächst.
Die Untersuchung der materiellen Zeugnisse des Alten Orients ist Aufgabe der Vorderasiatischen Archäologie. Das Alte Ägypten wird von der Ägyptologie behandelt, auch wenn unter der Bezeichnung Alter Orient im weiteren Sinne bisweilen das alte Vorderasien und das alte Ägypten zusammengefasst werden. Das Alte Palästina, die Welt des Alten Testaments, obwohl historisch und sachlich zum Alten Orient gehörig, wird traditionellerweise von der (Alttestamentlichen) Theologie/Hebraistik untersucht.

## Teilgebiete der Altorientalistik
Die Altorientalistik gliedert sich in folgende nach den Sprachen definierte Teilgebiete (zur umfassenden Übersicht und Klassifikation siehe Altorientalische Sprachen):
Akkadisch (Akkadistik) ist die (ost)semitische Sprache der Babylonier und Assyrer, einst in Mesopotamien (Irak, Syrien) gesprochen, darüber hinaus im gesamten Vorderasien gebräuchlich und vom 3. bis zum 1. Jahrtausend v. Chr. durchgehend belegt. Das Akkadische ist geographisch und chronologisch die am weitesten verbreitete und nach der Zahl und Diversität der Texte die bestbezeugte Sprache des Alten Orients.
Sumerisch (Sumerologie) ist die isolierte – also mit keiner anderen Sprache verwandte –, älteste überlieferte Sprache der Menschheit, die Sprache der Schrifterfinder aus dem südlichsten Viertel Mesopotamiens, vom 3. bis zum frühen 2. Jahrtausend v. Chr. (und im Kult und der Wissenschaft auch noch später) belegt.
Hethitisch (Hethitologie) ist die älteste belegte indogermanische Sprache der Bewohner Kleinasiens (Türkei) aus der Mitte des 2. Jahrtausends v. Chr. Neben dem Hethitischen stehen die nur unzureichend bekannten Sprachen Luwisch (in Keilschrift sowie einer eigenen Hieroglyphen-Schrift geschrieben), Palaisch (beide zusammen mit dem Hethitischen Mitglieder des anatolischen Sprachzweigs) sowie Hattisch (eine isolierte, mit keiner anderen verwandte Sprache).
Amurritisch, Ugaritisch, Phönizisch und Altaramäisch (Aramäisch) sind vier miteinander eng verwandte, (nordwest)semitische Sprachen aus dem 2. und 1. Jahrtausend v. Chr., gesprochen in Syrien. Amurritisch ist nur durch eine sehr große Zahl von Personennamen und einige Lehnwörter im Akkadischen rekonstruierbar. Die anderen drei Sprachen sind durch Texte in den ältesten Alphabeten der Welt überliefert. Eng verwandt ist auch das Althebräische, die Sprache des Alten Testaments der Bibel; Hebräisch und Phönizisch haben sich wahrscheinlich sogar erst um 1000 v. Chr. auseinanderentwickelt.
Hurritisch und Urartäisch sind zwei miteinander verwandte, aber sonst an keine andere Sprache (außer vielleicht das Kassitische) genetisch anbindbare Idiome, erstere im 3. und vor allem 2. Jahrtausend in Mesopotamien (Irak, Syrien) und Kleinasien (Türkei), letztere im 1. Jahrtausend v. Chr. in der Südosttürkei und Armenien gesprochen.
Elamisch ist eine isolierte Sprache aus dem Südwesten Irans, vom 3. bis zum 1. Jahrtausend v. Chr., allerdings etwas ungleichmäßig belegt.
Altpersisch ist die indogermanische (genauer indoiranische) Sprache des Achämenidenreichs aus der 2. Hälfte des 1. Jahrtausends v. Chr., in einer eigenen Keil-Silbenschrift geschrieben.
Auf der Basis der Erforschung von Sprachen und Schriften behandelt die Altorientalistik alle Aspekte der altorientalischen Kulturen, soweit sie nicht primär materieller Quellen bedürfen: politische Geschichte, Alltagsgeschichte, Religionsgeschichte, Rechtsgeschichte, Literaturgeschichte, Wissenschaftsgeschichte, Wirtschafts- und Sozialgeschichte, Gender-Studien etc.
Analog zu der Entwicklung der Digital Humanities und begleitend zur Digitalisierung des Fachs werden gemeinsam mit der Informatik computergestützte Methoden entwickelt, deren Wurzeln in den späten 1960er Jahren in den Arbeiten von Gerhard Sperl zu finden sind. Dieser Bereich ist als Digital Assyriology wie auch Digital Ancient Near Eastern Studies (DANES) bekannt. 2023 wurde ein freier Datensatz für Künstliche Intelligenz publiziert und damit Schriftzeichen in Photographien und 3D-Modellen erkannt.

## Lehre
Altorientalistik wird an den folgenden deutschen Universitäten unterrichtet:
- Freie Universität Berlin,
- Universität Freiburg
- Universität Göttingen
- Universität Heidelberg mit der Uruk-Warka-Sammlung
- Universität Jena mit der staatlichen Hilprecht-Sammlung vorderasiatischer Altertümer
- Universität Leipzig
- Universität Mainz
- Universität Marburg
- Universität München
- Universität Münster
- Universität Tübingen
- Universität Würzburg

Für die altorientalische bzw. vorderasiatische Archäologie ist darüber hinaus das Deutsche Archäologische Institut (DAI) sowie die Deutsche Orient-Gesellschaft (DOG) zu nennen. In Österreich wird Altorientalistik an den Universitäten Wien und Innsbruck gelehrt, in der Schweiz an den Universitäten Bern und Genf, in den Niederlanden an der Universität Leiden. Vgl. renommierte Forscher.

## Altorientalisten
- Liste bekannter Altorientalisten
- Liste der Altorientalisten an der Freien Universität Berlin